# Abropelecinus rectus
Abropelecinus rectus (лат.) — ископаемый вид мелких наездников рода †Abropelecinus из семейства Pelecinidae (Proctotrupoidea). Меловой период: Бирманский янтарь (около 100 млн лет). Юго-Восточная Азия: Мьянма.

## Описание
Мелкие перепончатокрылые наездники, длина тела 6,0 мм; длина переднего крыла 1,5 мм. Усики из 13 члеников. Первый антенномер такой же длины, как скапус и педицель вместе взятые, флагелломеры длинные и прямые; мезоскутум и мезоскутеллум плоские, не изогнуты в боковом направлении вид сбоку; метасома удлиненная, шестой сегмент почти треугольный при виде сбоку, немного длиннее пятого, самый узкий в базальной части всей метасомы, самый длинный из всех метасомальных сегментов; седьмой и восьмой сегменты также трапециевидные.

## Систематика и этимология
Вид был впервые описан в 2024 году группой китайских энтомологов (Zhen Wang, Chungkun Shih, Taiping Gao; Пекин, Китай) по материалам из бирманского янтаря вместе с †Abropelecinus rasnitsyni, †Eopelecinus strangulatus, †Stelepelecinus minutus и †Allopelecinus ruoyae. Видовое название происходит от латинского слова «rectus», означающего «прямой» и относящегося к прямой форме антенны. Новый вид отнесён к роду †Abropelecinus Feng, Shih, Ren и Liu, 2010 на основании родового диагноза Abropelecinus. Однако новый вид отличается от †Abropelecinus annulatus по следующим признакам: 1) первый членик жгутика такой же длины, как суммарная длина скапуса и педицеля (против первый членик жгутика значительно длиннее объединенных длин скапуса и педицеля у A. annulatus); 2) переднее крыло только с двумя жилками (присутствуют C и R) (по сравнению с присутствием C и R, M+Cu нечеткая и слабая); 3) задняя голень немного короче заднего бёдра (против задняя голень немного длиннее, чем заднее бедро). Кроме того, он отличается от †Abropelecinus rasnitsyni тем, что первый членик жгутика имеет длину, равную как и суммарная длина скапуса и педицеля (по сравнению с первым жгутиком, который у Abropelecinus rasnitsyni немного короче, чем объединенные длины скапуса и педицеля). От вида †Abropelecinus tytthus отличается 13-членкиовыми усиками (против 11-члениковых у A. tytthus) и трапециевидным седьмым метасомальным сегментом, тергит и стернит слегка разделены на конце (по сравнению с седьмым метасомальным сегментом вздутым медиально и округлым апикально).